# Флойд (округ, Айова)
Шаблон:StateAbbr_ 43°03′24″ пн. ш. 92°47′02″ зх. д. / 43.056666666667° пн. ш. 92.783888888889° зх. д.
Округ  Флойд (англ. Floyd County) — округ (графство) у штаті  Айова, США. Ідентифікатор округу 19067.

## Історія
Округ утворений 1851 року.

## Демографія
За даними перепису 
2000 року 
загальне населення округу становило 16900 осіб, зокрема міського населення було 7471, а сільського — 9429.
Серед мешканців округу чоловіків було 8164, а жінок — 8736. В окрузі було 6828 домогосподарств, 4708 родин, які мешкали в 7317 будинках.
Середній розмір родини становив 2,92.
Віковий розподіл населення поданий у таблиці:
| Стать    | До 15 років | 15-21 | 22-29 | 30-39 | 40-49 | 50-65 | 65-85 | Понад 85 |
| -------- | ----------- | ----- | ----- | ----- | ----- | ----- | ----- | -------- |
| Чоловіки | 1759        | 770   | 635   | 1056  | 1197  | 1438  | 1141  | 168      |
| Жінки    | 1699        | 719   | 685   | 1055  | 1201  | 1437  | 1559  | 381      |

## Суміжні округи
- Мітчелл — північ
- Говард — північний схід
- Чикасо — схід
- Бремер — південний схід
- Батлер — південь
- Франклін — південний захід
- Серро-Гордо — захід

## Виноски
1. ↑  U.S. Decennial Census. United States Census Bureau. Архів оригіналу за 26 квітня 2015. Процитовано 17 липня 2014.
2. ↑  Historical Census Browser. University of Virginia Library. Архів оригіналу за 11 серпня 2012. Процитовано 17 липня 2014.
3. ↑  Population of Counties by Decennial Census: 1900 to 1990. United States Census Bureau. Процитовано 17 липня 2014.
4. ↑  Census 2000 PHC-T-4. Ranking Tables for Counties: 1990 and 2000 (PDF). United States Census Bureau. Процитовано 17 липня 2014.
5. ↑  State & County QuickFacts. United States Census Bureau. Архів оригіналу за 7 червня 2011. Процитовано 17 липня 2014. [Архівовано 2011-06-07 у Wayback Machine.](англ.) Наведено за англійською вікіпедією.
6. ↑  American FactFinder. Бюро перепису населення США. Архів оригіналу за 26 лютого 2012. Процитовано 31 січня 2008. [Архівовано 2008-05-21 у Wayback Machine.]

| США | Це незавершена стаття з географії США. Ви можете допомогти проєкту, виправивши або дописавши її. |